# La Coqueluche de Paris
Pour plus de détails, voir Fiche technique et Distribution.
La Coqueluche de Paris (titre original : The Rage of Paris) est un film américain, réalisé par Henry Koster, sorti en 1938.

## Synopsis

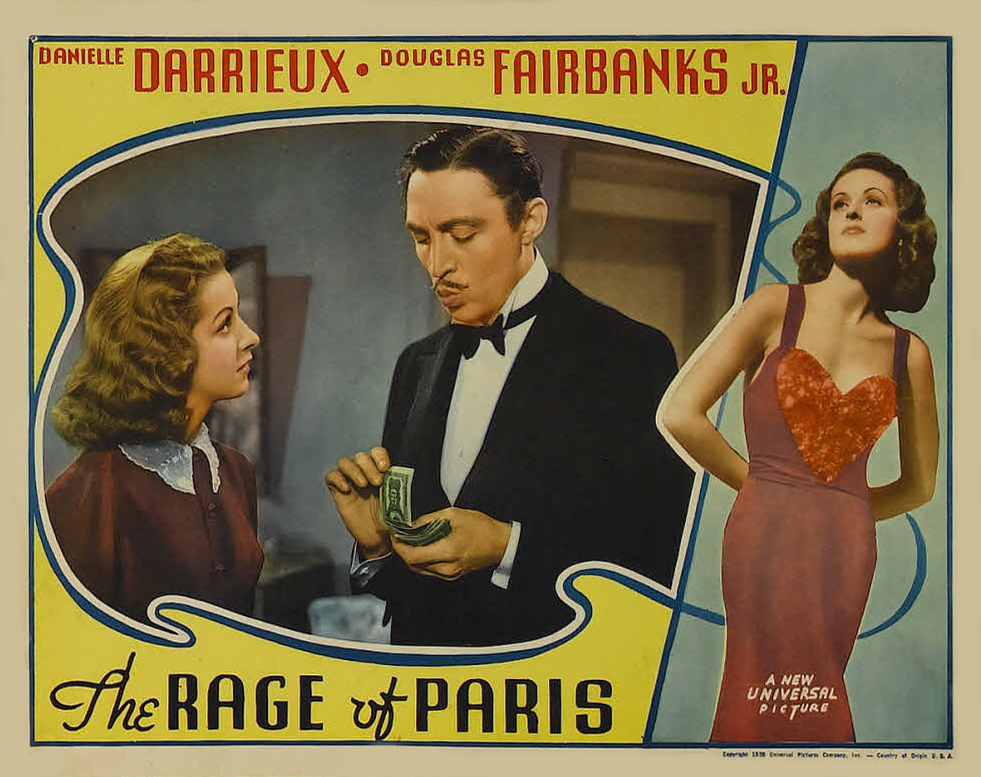
Danielle Darrieux et Mischa Auer
(poster promotionnel)

Nicole de Cortillon, jeune Française arrivée depuis peu à New York, cherche un emploi de modèle. Par erreur, elle se retrouve dans le bureau d'un homme d'affaires, Jim Trevor, le prenant pour un photographe professionnel. À la suite d'un malentendu, elle commence à se déshabiller pour poser. Trevor, un premier temps amusé, la flanque ensuite dehors, la prenant pour une spécialiste du chantage qui essaye de le compromettre. 
Nicole sans ressources est recueillie par son amie Gloria Patterson qui décide de prendre en main l'avenir de la petite Française en même temps que le sien. Pariant sur son charme et sa beauté, Gloria élabore un plan pour que Nicole trouve un milliardaire à épouser. Elle s'associe avec son copain Mike Lavetovitch, maître d'hôtel désireux d'ouvrir sa propre affaire, et utilise les économies de ce dernier pour fournir à Nicole une somptueuse garde-robe et l'installer au Grand hôtel Savoy en la faisant passer pour une riche héritière. 
Le plan fonctionne très vite et le richissime Bill Duncan tombe sous le charme de la pétillante Française. Au cours d'une soirée à l'opéra, Bill rencontre son meilleur ami auquel il présente Nicole. Mais cet ami n'est autre que Jim Trevor qui aussitôt reconnaît sa supposée « maître-chanteur ». Ne croyant pas les affirmations de Jim, Bill lui assène un direct au menton. Voulant protéger son ami, Jim enlève Nicole le soir de ses fiançailles avec Bill et la séquestre loin de New York dans son chalet de montagne. 
Après bien des affrontements, les deux adversaires vont finir par se rapprocher et Nicole lui avoue qu'elle est tombée amoureuse. Mais Jim bien qu'il se soit aperçu qu’elle n’est pas une aventurière lui reproche tout de même de s'intéresser à son argent. Nicole, furieuse réussit à s'échapper et à regagner New York en auto-stop. Écœurée, elle décide de repartir en France en paquebot. 
Mais elle trouve à bord Jim qui s'est rendu compte qu'il ne peut plus se passer d’elle et conduit Nicole au commandant de bord pour se marier.

## Fiche technique
- Titre : La Coqueluche de Paris
- Titre original : The Rage of Paris
- Réalisation : Henry Koster

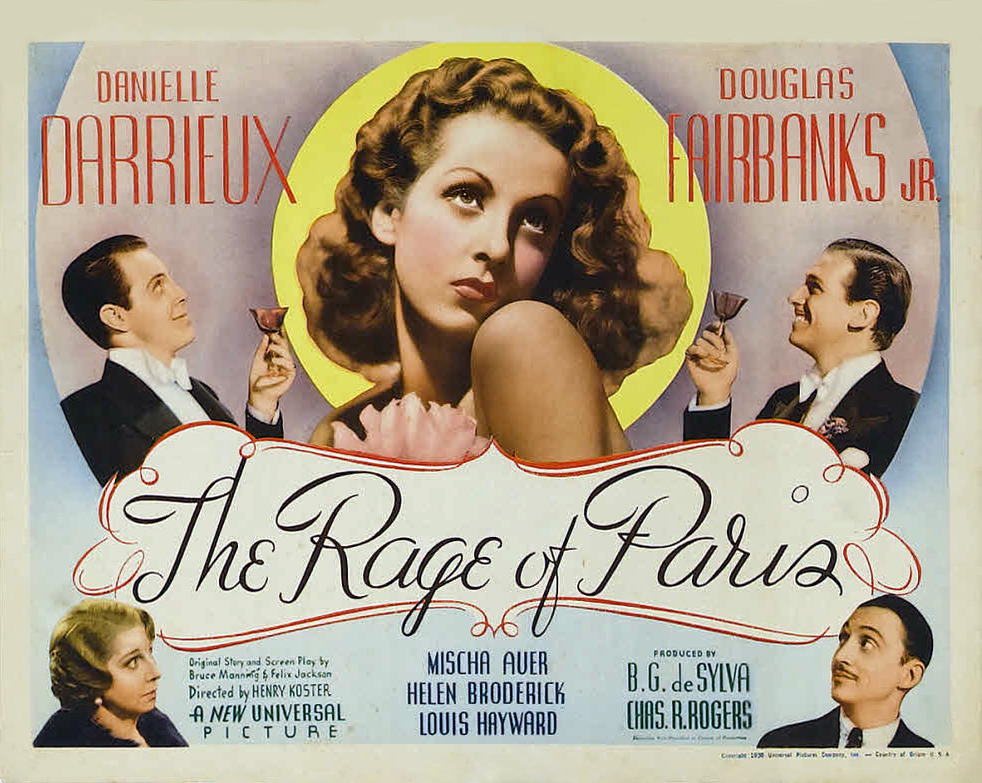

- Scénario : Bruce Manning et Felix Jackson
- Photographie : Joseph Valentine
- Montage : Bernard W. Burton
- Musique : Charles Previn, Charles Henderson, Hans J. Salter et Frank Skinner (non crédités)
- Direction artistique : Jack Otterson
- Costumes : Vera West
- Producteur : Henry Koster et Buddy G. DeSylva
- Société de production : Universal Pictures
- Pays de production :  États-Unis
- Langue : Anglais, français
- Format : Noir et blanc — 35 mm — 1,37:1 — Son : Mono
- Genre : Comédie
- Durée : 78 minutes
- Dates de sortie : 
  - États-Unis, 9 juin 1938
  - France, 1er juillet 1938

## Distribution

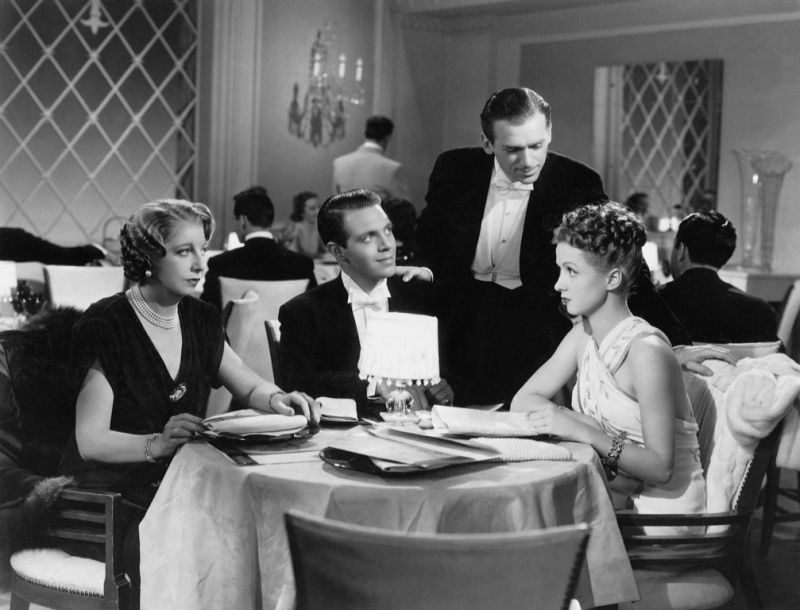
De gauche à droite : Helen Broderick, Louis Hayward, Douglas Fairbanks Jr. et Danielle Darrieux

- Danielle Darrieux (VF : Danielle Darrieux) : Nicole de Cortillon
- Douglas Fairbanks Jr. : Jim Trevor
- Mischa Auer : Mike Lavetovitch
- Louis Hayward : Bill Duncan
- Helen Broderick : Gloria Patterson
- Charles Coleman : Rigley
- Samuel S. Hinds : M. Duncan
- Nella Walker : Mme Duncan
- Harry Davenport : Le concierge

Acteurs non crédités
- Edward Earle : Un serveur
- Mary Forbes : Une dame à l'opéra
- Edward Gargan : Un camionneur
- Howard C. Hickman : Un homme à l'opéra
- Arthur Hoyt : L'adjoint du directeur
- Emmett King : Le capitaine McMasters
- Mary Martin : La professeur d'art dramatique (à confirmer)
- Leonard Mudie : Oncle Éric
- Lionel Pape : Oncle Josephus
- Tempe Pigott : La propriétaire
- Jason Robards Sr. : Un chef de département
- Frances Robinson : Une secrétaire

## Autour du film

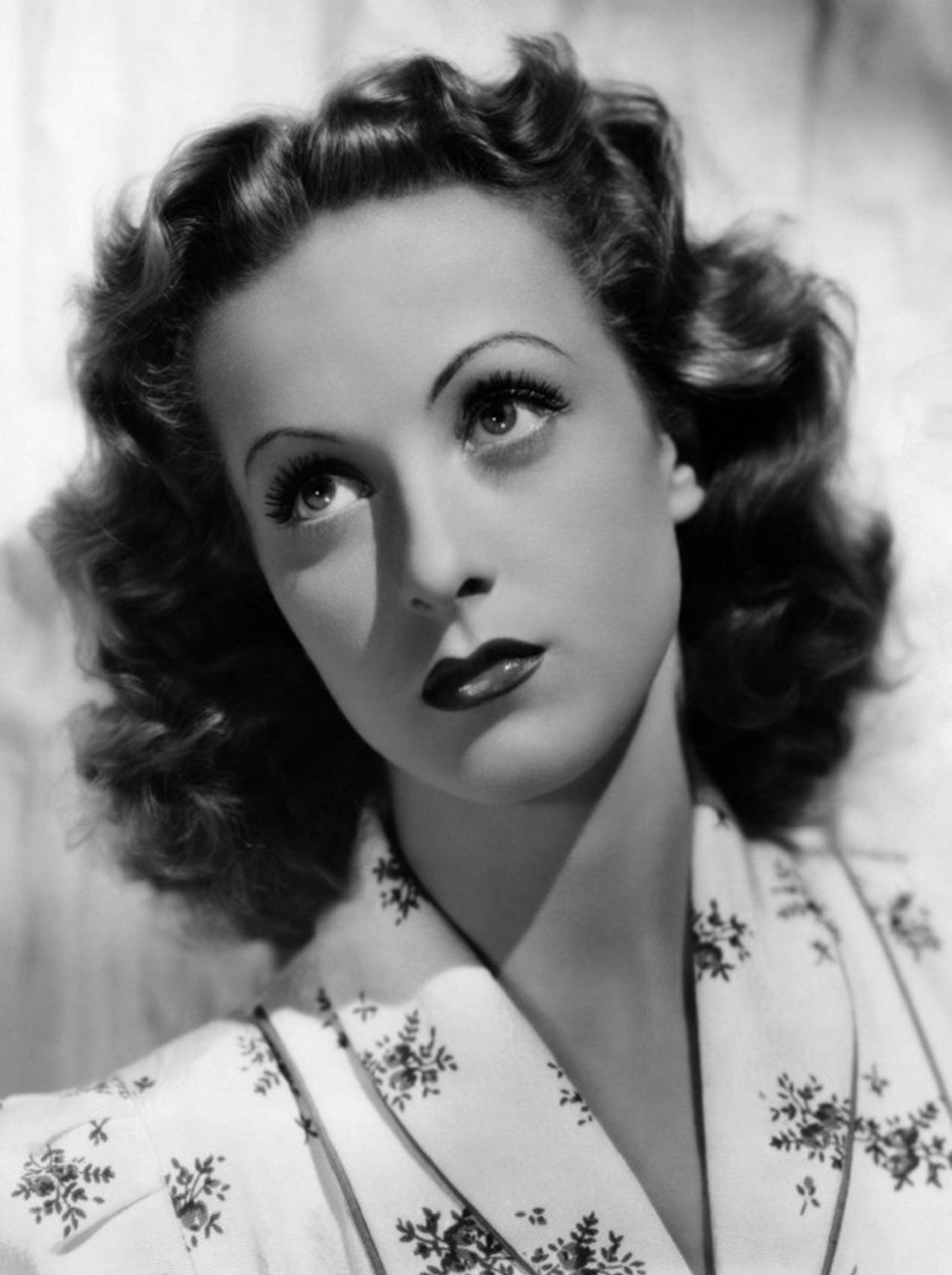

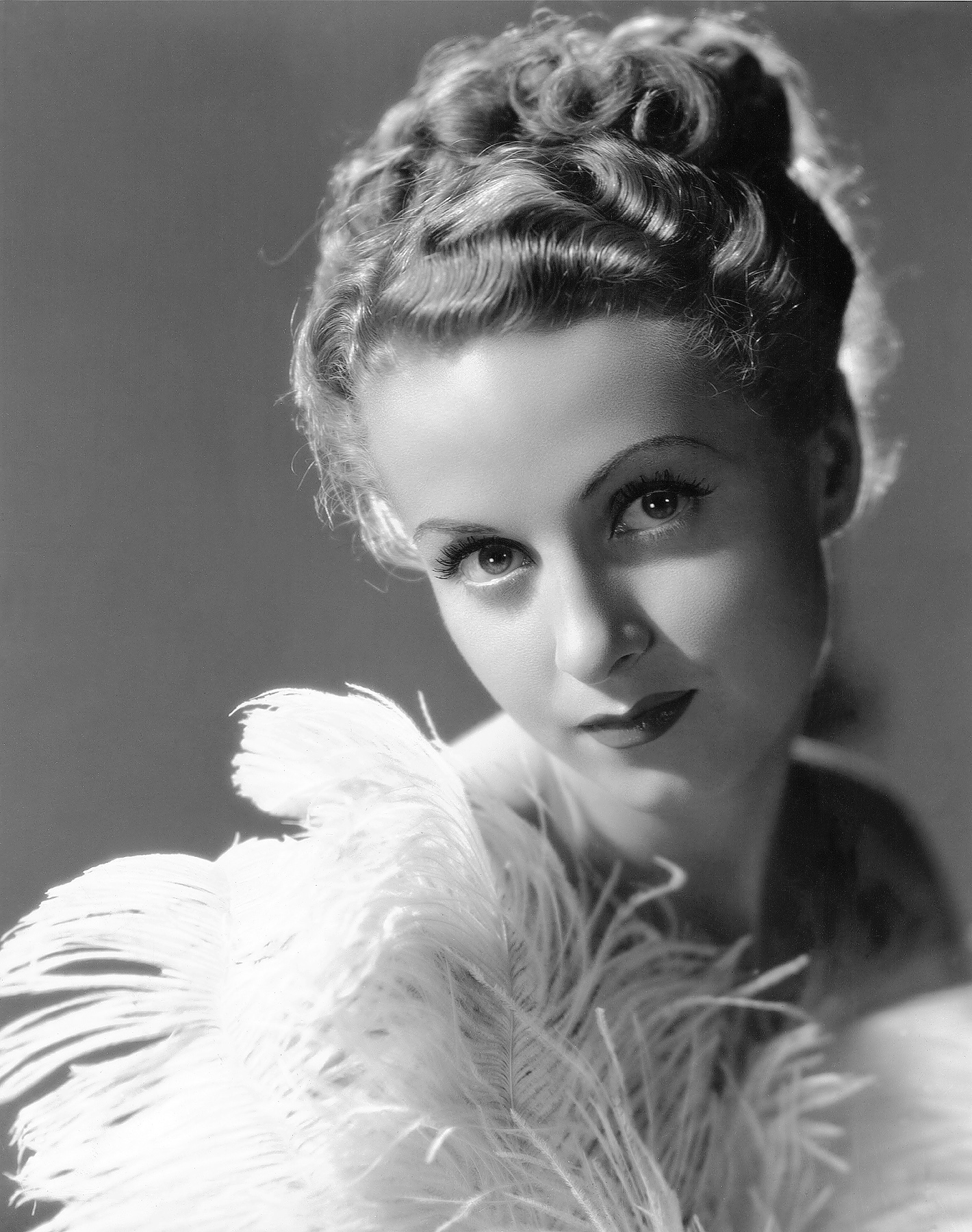

- Danielle Darrieux a tout juste dix-neuf ans quand elle rencontre le succès international avec le film d’Anatole Litvak, Mayerling[1].
Les producteurs hollywoodiens s’intéressent alors à la jeune vedette[2]. Elle est contactée par les studios Universal Pictures en 1938[3] qui lui proposent de venir travailler à Hollywood. Après avoir discuté et étudié l’offre, avec l’aide de son mari le réalisateur Henri Decoin, la jeune ingénue du cinéma français accepte les propositions d’Universal. Elle signe un contrat de sept ans qui certifie à son mari un droit de regard sur les scénarios proposés et sur le choix de ses partenaires, avec la possibilité de tourner un film par an en France[4]. Decoin déclara : « Danielle ne doit aux Américains que huit semaines et deux films par an, tout en s’expatriant quelques mois chaque année, elle entend bien rester une actrice française et une vedette du cinéma français. Elle fera aux États-Unis des films destinés aux Américains et en France des films destinés aux Français[4]. »
Le couple embarque à bord du Normandie le 22 septembre 1937, direction Hollywood[4].
Danielle se prépare à jouer dans une comédie La Coqueluche de Paris où elle incarne la « petite française » aux côtés de Douglas Fairbanks Jr. sous la direction d’Henry Koster. Pendant que sa femme répète son rôle et perfectionne son anglais, Henri Decoin va s’intéresser aux rouages des studios américains et étudier le fonctionnement des comédies américaines en analysant le rythme, le mouvement, les gags…[5] Un apprentissage qui portera ses fruits plus tard avec les réussites éclatantes de ses comédies comme Battement de cœur ou Premier Rendez-vous, tournées à « l’américaine[6] ».
Mais le séjour à Hollywood sera de courte durée, Danielle Darrieux s’ennuie, sa famille lui manque et elle a le mal du pays[7]. À la sortie du film, Danielle Darrieux est plébiscitée par la critique et le public américains[8], mais malgré ce succès[9] elle casse son contrat[3] au bout de huit mois et retourne en France où elle sera accueillie triomphalement par une foule d’admirateurs[10]. « Paris est bluffé qu’une femme si jeune, si enfantine en apparence, ait su résister au rêve américain et qu’elle soit revenue avec six ans et quatre mois d’avance[11]. »